# Литтл Юникорн
Юникорн Чен (1940—1987) — гонконгский актёр, мастер боевых искусств, каскадёр и один из лучших друзей Брюса Ли с детства. В детстве он снялся во многих фильмах, включая «Рождение человечества» (1946), в котором снялся Брюс Ли.

## История
После того, как Ли уехал в Штаты, Чен снимался в гонконгских фильмах во второстепенных и эпизодических ролях. После того, как Ли вернулся в Гонконг, Чен снялся с ним в фильмах«Кулак ярости» (1972) и «Путь дракона» (1972).
Юникорн Чен погиб в Куала-Лумпуре, Малайзия, 31 марта 1987 года в автокатастрофе.
Его сыграл Джин Ау-Юнг в фильме « Брюс Ли, мой брат» (2010), основанном на годах юности Брюса Ли.

## Фильмография

### Фильмы
Это неполный список фильмов.
- 1946 Рождение человечества
- 1951 Эмэй фей ся у чжуан фэн хуо дао
- 1951 Хуа Му Лан
- Фу чжи го (1951) — несовершеннолетний
- Фо Цянь Дэн Чжао Чжуан Юань Хун (1953)
- Бай гу ли хун чжэнь ся цзи (1964) — Человек-кошка
- 1964 Север встречает Юг
- 1965 Бао Лянь Дэн
- 1965 Hei mei gui — Мошенник
- 1965 Юань Ян Цзянь Ся
- 1966 Шпион с моим лицом — член банды.[2]
- 1966 Да Цзуй Ся
- 1966 Джин Пу Са
- 1966 Джин дин ты долго
- 1966 Бянь Чэн Сан Ся
- Гуань Ши Инь (1967)
- На гэ шао ну бу дуо цин (1967)
- Ша шоу фэнь хун цзуань (1967)
- Гуай ся (1968)
- Вэй Сянь Ши Ци Суй (1968)
- Те Гуань Инь Юн по Бао Чжа Дан (1968)
- Сяомянь ся (1968)
- Эта огненная девушка (1968)
- Ай та сян та хен та (1968) — Тедди-бой в ночном клубе
- Цин Чун Лянь Гэ (1968)
- Дуань Хун Гу (1968)
- Ю Ло Ча (1968)
- Ди хай хуа (1968)
- Ци Цай Нань Сюн Нан Ди (1968)
- Убийственные дротики (1968)
- Хао ся чжуань (1969)
- Ленг нуан цин чунь (1969)
- Две сестры, которые воруют (1969) — Тоби Хо
- Шаолиньский пьяный боец (1969)
- Хуан ле кан шэн ман хуа тан (1969)
- Си у ши (1969) — Ван Циху
- Цзянь Дан (1969)
- Хун дэн лу дэн (1969) — Боец
- Мужество тигра (1969)
- Большой беспорядок (1969)
- Long men jin jian (1969) — охранник чёрного демона
- Фей нан фей ну (1969)
- Коготь орла (1970) — боец Инь
- Brothers Five (1970) — Старейшина бандитов Ван
- Шэнь Цзянь ты долго (1970)
- Запрещенное убийство (1970)
- Данг ну Чи Нан (1970)
- Цзо Ри Джин Ри Мин Ри (1970)
- Ши Ван Чжи Ван (1971)
- Сюэ Чжао (1971)
- Лан зи чжи гэ (1971)
- Гуй Тай Цзянь (1971)
- Дуэль за золото (1971) — помощник Вэня
- Сюэ фу мэнь (1971)
- Чао пяо юй во (1971)
- Сяо Ши И Лан (1971)
- Ба Ши Чжан (1971)
- Кулак ярости (1972) — ученик Цзин Ву (в титрах)
- Палец судьбы (1972)
- Любовь и кровь (1972)
- Путь дракона (1972) — Джимми
- Зеркало дьявола (1972) — трактирщик из засады
- Интимные признания китайской куртизанки (1972)
- Сюэ Ай (1972)
- Да ней гао шоу (1972)
- Цюнь Ин Хуэй (1972)
- Беглец (1972)
- Черная таверна (1972) — Трехголовая кобра 2
- Пи ли цюань (1972)
- Засада (1973)
- Кулак единорога (1973) — А-Лунг
- Сюэ Са Хоу Цзе (1973)
- Герой крови (1975) — Кулак единорога
- Цзинь Мао Ши Ван (1975)
- Брюс Ли: Человек, миф (1976) — Сам
- Смертоносная улитка vs. Убийцы кунг-фу (1977)
- Кровавый герой (1977)
- Фея, призрак и А Чанг (1979)
- Гуан Дун Лян Цзай Юй (1982)
- Хенг Сао Ю Дан Дан (1982)
- Шаолиньский пьяный мастер (1983)
- Ярость небес (1986) — (последняя роль в кино)